# 登相營古驛站
登相營古驛站是位於四川省喜德縣的古代驛站，也是润盐古道上的一個驛站，始建于明代初期。登相營古驛站原本是一家客栈。成化二年，正式有軍隊駐扎在登相营驿站。2004年增補為第六批四川省文物保護單位。2013年作为茶马古道文物点之一公布为全国重点文物保护单位。